# Вила Тугендхат
Вила Тугендхат е известна сграда на немския архитект Лудвиг Мис ван дер Рое в град Бърно, Чехия. Смята се за крайъгълен камък в развитието на архитектурата на модернизма. Вилата е построена в периода 1928 – 1930 г. за Фриц Тугендхат (на немски: Fritz Tugendhat) и жена му Грета. През 2001 г. влиза в списъка на ЮНЕСКО за световното наследство.
Вилата е пример за функционализма в архитектурата. Мис ван дер Рое използва конструкция от желязо, която му позволява да премахне поддържащите стени и по този начин да създаде в сградата усещане за обем и светлина. Той сам изпълнява дизайна на мебелите в зданието (от тях два типа кресла, кресло Тугендхат и кресло Бърно, започват да се произвеждат масово и се произвеждат и до днес). Във вилата няма картини и декоративният ефект се създава за сметка на материали с природна текстура, като например оникс и някои видове дървесина. Стените от оникс пропускат светлината и менят цветовете си по време на залез. Вилата е разположена на склона на малък хълм и на архитекта се удава да използва гледките, откриващи се през прозорците, като част от цялостния интериор.
Самата вила представлява двуетажна сграда, обърната на югозапад. На височината на втория етаж минава улица („Чернополни“), от чиято страна зданието изглежда едноетажно. Първият етаж има изход само към малък парк, разположен на едната страна на хълма. На втория етаж се намират жилищните помещения – за родителите, децата, детегледачките и шофьора.
Стойността на строителството е доста висока поради използването на екзотични материали, необичайния способ на строителство, както и новаторската технология за отопление и вентилация на зданието.
Собствениците на вилата, Фриц и Грета Тугендхат, са от еврейски произход, и са принудени да напуснат Чехословакия през 1938 г., заедно с децата си, малко преди навлизането на немските войски и разделянето на страната. След войната те не се завръщат в Чехословакия. В течение на няколко десетилетия след Втората световна война зданието се използва за различни цели, а през 1994 г. е открито за посещения като музей, принадлежащ на град Бърно.